# Themara nigropunctulata
Themara nigropunctulata är en tvåvingeart som först beskrevs av Carl Ludwig Doleschall 1858.  Themara nigropunctulata ingår i släktet Themara och familjen lövflugor. Inga underarter finns listade i Catalogue of Life.